# Salling Group
Salling Group A/S — крупнейший ритейлер в Дании, занимающий более трети рынка торговли продуктами питания. Владеет несколькими сетями магазинов — Føtex, Bilka, Salling (работают исключительно в Дании), Netto (представлена также в Германии и Польше) и Rimi (в Прибалтике).
Компания полностью принадлежит Salling Foundations.

## История
В 1906 году Фердинанд Саллинг (1880—1953) открыл в Орхусе магазин тканей. К 1948 году магазин разросся в универмаг. В 1953 году, после смерти отца, семейное предприятие возглавил Херман Саллинг (1919—2006). В 1960 году была основана компания Jysk Supermarked («Ютландские супермаркеты») и открыт первый в Дании супермаркет, названный Føtex. В 1964 году 50 % акций компании приобрела судоходная компания A.P. Moller-Maersk; новый партнёр настоял на изменении названия компании на Dansk Supermarked («Датские супермаркеты»). В 1970 году была основана сеть гипермаркетов Bilka, а в 1981 году — сеть дискаунтеров Netto. В 1982 году Maersk увеличила свою долю до 68 %, купив акции у сестры Хермана Ингер Саллинг.
В 1990 году были открыты первые зарубежные магазины — дискаунтеры Netto в Великобритании и Германии. В 1995 году сеть Netto начала развиваться в Польше, а в 2002 году — в Швеции. В 2011 году британская сеть из 193 магазинов Netto была продана.
В 2014 году семейный фонд Salling Foundations выкупил у Maersk 49 % акций, а в ноябре 2017 года — оставшиеся 19 %. В июне 2018 года компания Dansk Supermarked изменила своё название на Salling Group. В 2019 году была продана шведская сеть, состоявшая из 163 магазинов Netto. В 2021 году в Польше была приобретена сеть Tesco Poland; купленные 300 магазинов были переведены на название Netto.
Весной 2025 года Salling Group приобрела у шведской ICA Gruppen всю принадлежавшую той сеть магазинов Rimi Baltic; сумма сделки — 1,3 млрд евро. Благодаря этой сделке общая численность магазинов, принадлежащих Salling Group (теперь она представлена в Дании, Германии, Польше, Эстонии, Латвии и Литве) составит почти 2100, а число работников превысит 68 тыс.

## Сети магазинов
По состоянию на конец 2024 года под управлением Salling Group было 1770 торговых точек. Выручка за год составила 72,2 млрд датских крон ($10,8 млрд), из них 51,4 млрд крон пришлось на Данию. Группа имела франшизы на сети Starbucks, Carl’s Jr., Matinique и Hugo Boss в Дании (в сумме 37 точек). Также группе принадлежит сервис по доставке готовых блюд и продуктов Skagenfood; он был основан в 2001 году, куплен группой в 2019 году.
Salling Group управляет сетями магазинов:
- Netto[англ.] — дисконтные магазины — в Дании (553), Германии (341) и Польше (676);
- føtex[англ.] — крупные супермаркеты — 112 магазинов в Дании;
- Bilka[англ.] — гипермаркеты — 19 магазинов в Дании;
- Salling[англ.] — 2 универмага в Дании;
- Rimi Baltic — 317 магазинов в Прибалтике (на 2025 год).